# マーク・ヘンリー
マーク・ヘンリー（Mark Jerrold Henry、1971年6月12日 - ）は、アメリカ合衆国テキサス州出身の元ウエイトリフティング選手、プロレスラー。
セクシャル・チョコレート（Sexual Chocolate）、ワールド・ストロンゲストマン（The World's Strongest Man）のニックネームを持つ（日本語字幕では「世界最強の男」と訳されることが多いが、「怪力世界一」の意味の方が近い）。

## 来歴
プロレスラーとなる前は重量挙げ選手として、1992年のバルセロナオリンピックに出場し、10位となる。1995年のパンアメリカン競技大会では銀メダルを獲得した。

### 1996年 - 2001年
1996年のアトランタオリンピックの後、WWF（現WWE）と異例の10年契約を結び、プロレスラーへ転身。カルガリーにてハート・ファミリーのトレーニングを受け、1996年9月22日のジェリー・ローラー戦でデビューを果たす。
当初は元重量挙げ選手であることを生かし、車をも持ち上げる怪力キャラクターのベビーフェイスとして登場。ほどなくしてファルーク率いる「黒人政治結社」ネーション・オブ・ドミネーション（NOD）に加入し、ヒールに転向する。NODの消滅後、セクシャル・チョコレートを名乗るプレイボーイ・ギミックに変身。チャイナとのデートなどのスキットを番組内で展開した。1999年には元NODのメンバーでもあったディーロ・ブラウンを下し、WWFヨーロピアン王座を獲得。
この時期にヘンリーが関わったアングルで特筆すべきは、2000年初頭に展開されたメイ・ヤングとの恋愛ストーリーである。このストーリーは、ヘンリーとヤングが肉体関係を持ち、妊娠したヤングが手だけを出産してしまうというものだった。これはWWE史に残る珍場面として有名なシーンである。同年、体重オーバーによりOVWに降格。2001年から2002年始めまでは再び重量上げの大会などに参加するようになり、ワールド・ストロンゲスト・マン・コンテストにも出場した。

### 2002年 - 2007年

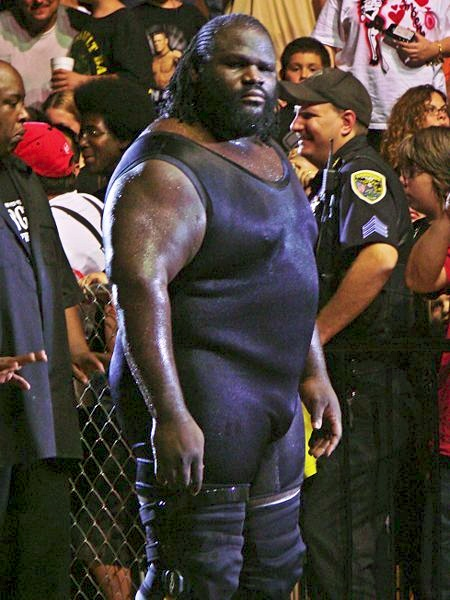
2007年9月、インディアナ州にて

2002年春、WWEがブランド分けを行った際はスマックダウンにドラフト9位で指名され、一軍に復活。しかし程なくして脚を故障、手術とリハビリのため約一年に渡って欠場。
2003年8月、RAWで復帰して、当時「黒人の地位向上運動家」ギミックのマネージャーだったセオドア・ロングの部下となる。相変わらずの怪力でビル・ゴールドバーグやブロック・レスナーなどにも対抗する存在として活躍するが、2004年1月、RAWに移籍してきたばかりのクリス・ベノワとの試合で肩を負傷し、再び手術となり長期欠場。
2005年12月27日のスマックダウンで、突如MNM対バティスタ&レイ・ミステリオとの試合に乱入し、約2年ぶりにWWEに復帰。バティスタがヘンリーとの試合中に怪我で長期欠場に入ったため、代わってカート・アングルとの抗争を展開、デバリをマネージャーに世界ヘビー級王座にも挑戦。WrestleMania 22ではジ・アンダーテイカーと対戦し敗北。
2006年7月7日、抗争途中だったバティスタがスマックダウンにて復帰。二人の決着はPPVのグレート・アメリカン・バッシュにて付けられる事となったが、PPV目前のSaturday Night's Main Event XXXIIIの試合でヘンリーが膝を負傷してしまい、バティスタの対戦相手は急遽Mr.ケネディに変更された。この怪我は深刻であり、またも長期欠場となってしまう。
2007年の5月にアンダーテイカーを襲い復帰。ケインと抗争をした後はジョバーと対戦することが多く、アンフォーギヴェンでアンダーテイカーの復帰に伴い対戦するも敗退。同年をもってWWEとの10年契約が切れ一時はレスラー引退という憶測も飛んだが、最終的にはWWEと再契約した。

### 2008年
6月に行われたドラフトでECWへ移籍。6月29日に行われたPPVナイト・オブ・チャンピオンズではケインの保持するECW王座を賭けてビッグ・ショー、ケインとトリプル・スレット形式で勝利し、新王者となる。
翌週のECWではWWE殿堂者で往年の名黒人レスラー、トニー・アトラスが登場。微妙な絡みを見せ始める。またこの日のメイン戦ではトミー・ドリーマーと対峙するが、この試合でアトラスが乱入しドリーマーを襲撃。試合はノー・コンテストに終わるも、この試合の特別リングアナウンサーであったアトラスはマーク・ヘンリーを勝者だと告げた。またその翌週のECWでは、同団体のゼネラルマネージャーであるセオドア・ロングから銀色（新デザイン）のECW王座ベルトを授与される。授与式にはアトラスを伴って登場した（アトラスはこの日からヘンリーのマネージャーに就任）。
7月のグレート・アメリカン・バッシュではトミー・ドリーマーを相手に初めてのECW王座の防衛戦を行う。アトラスとドリーマーの弟子であるコリン・デラニーの助けを借り防衛に成功する。8月に行われたサマースラムでは、同年の6月のドラフトで共にスマックダウンから移籍してきたマット・ハーディーと自身の保持するECW王座を賭け対戦。試合開始後すぐにマットのツイスト・オブ・フェイトによりフォールカウントを奪われそうになるも、セコンドにいたアトラスの介入を借り、反則裁定での負けながら王座の防衛に成功。
9月のアンフォーギヴェンにてマット・ハーディー、ザ・ミズ、チャボ・ゲレロ、フィンレー。4人のECWのレスラーを相手にECW王座を賭けたチャンピオンシップ・スクランブル戦へ出場。他の選手達をパワーで圧倒したが、試合時間残り3分でマットがミズをフォールカウントしそのまま試合終了。結果マット・ハーディーにタイトルを奪われることとなる。

### 2009年
4月のWrestleMania XXVではマネー・イン・ザ・バンク・ラダー・マッチに出場。コーナーポストから場外へダイブしようとしたがフィンレーに阻止される場面もあった。その後エヴァン・ボーンとの抗争を経て、6月にRAWへ移籍する。そして移籍後初の試合でオートンと対戦する。オートンは降参しようとしたがヘンリーは気にもせず攻撃を続け勝利する。これによりベビーターンをする。その後はオートンの子分のコーディ・ローデスや統一タッグ王者のクリス・ジェリコなどヒールから次々と勝利を収めている。8月頃からはMVPとタッグを組み、衣装もMVPのように背中にワールド・ストロンゲスト・マンの頭文字であるWSMと刻まれたものを着用し始める。9月のブレーキング・ポイントではジェリコとビッグ・ショーの持つ統一タッグ王座に挑むが王座獲得とはならなかった。

### 2010年
2010年、NXTシーズン2にてラッキー・キャノンを指導するプロとして登場。マネー・イン・ザ・バンクで行われたマネー・イン・ザ・バンクラダー・マッチには怪我をしたRトゥルースの代わりに出場。ハシゴの上いる人をハシゴごとなぎ倒したり大健闘を見せたが惜しくもカバンを取ることはできなかった。ナイト・オブ・チャンピオンズのWWEタッグ王座戦ではエヴァン・ボーンと組み、ハート・ダイナスティを破り、暫定チャンピオンにあったウーソズ（ジミー・ウーソ & ジェイ・ウーソ）を倒し暫定チャンピオンとなった。だがコーディ・ローデス & ドリュー・マッキンタイアに敗れ、王座獲得とはならなかった。これを機にボーンとタッグを組み活動していたがフェードアウトし再びシングルに戻る。

### 2011年
2011年、WWEドラフトではスマックダウン移籍が発表され、RAW最後の試合ではジョン・シナを襲いヒールターンした。これまで王座とは程遠い位置にいたが、以後ビッグ・ショー、シェイマスとの抗争を経て世界王座戦線に絡むようになり、Night of Champions 2011ではランディ・オートンを破り、WWEでの長いキャリアにおいて初の世界ヘビー級王座を獲得した。

### 2012年 -
2012年、ロイヤルランブルでの世界王座戦や、レッスルマニアの12人タッグ戦の勝利チームに参加したが、長らく続いた足の痛みによって負傷欠場。それから約1年後、エリミネーション・チェンバー2013の予選期間中に復帰。オートンを倒して参加を決めたが、本戦での勝利はならなかった。その後レッスルマニアではライバックに勝利。4月9日のSmackDownではシェイマスに暴行を加え、抗争をはじめたが、エクストリーム・ルールズにおけるストラップ・マッチでの敗戦の直後、「家に帰る」とコメントし、それから次のPPVであるペイバックの翌RAWまで現れなかったが、その間に引退をほのめかすツイートなどを投稿、RAWにおいてシナと観客たちの前で涙の引退発表を行ったが、それは嘘。シナの不意を突きワールド・ストロンゲスト・スラムを決め、さらにWWE王座挑戦までも決定したが、マネー・イン・ザ・バンク2013での王座戦をSTFでタップ負けした。
その後ベビーターンしたがすぐにシールドに襲われ、ウーソズと組み抗争する。
さらには8月にビッグ・ショーとも組み、シールド相手に優勢に抗争を進めるも欠場、11月のサバイバー・シリーズにてスキンヘッドになって復帰。ビッグ・Eと組みシールドと抗争したが、ヒール王者時代からの強さはなくなっていた。

### 2014年 -
2014年、再度ビッグ・ショーと組みワイアット・ファミリーと抗争を繰り広げていたが、アメリカを罵倒するルセフとの抗争にシフトチェンジ。ビッグ・ショーの手を借りることを良しとせずに一人でアメリカの名誉のため戦ったが、ナイト・オブ・チャンピオンズ2014内で行われた試合にて敗北してしまった。
その後ビッグ・ショーとともにタッグ王座戦に出場するも、試合中の勝手なタッチに憤慨し、勝利目前でショーを裏切り敗戦させる。その後3度も必殺技を食らわせその場を後にした。
11月のサバイバー・シリーズにてセス・ロリンズ率いるチーム・オーソリティに入り、裏切りをしたビッグ・ショーがいるチーム・シナと試合をし、試合開始早々ショーにノックアウトパンチを喰らいあっさりと敗退してしまう。

### 2015年 -
サバイバーシリーズ以降、しばらく登場していなかったが、3月12日放送のスマックダウンにてロマン・レインズがリング上でブロック・レスナー戦の意気込みを語っていたところに久々に登場した。自分がレスナーに腕を折られたことを訴え、レスナーに勝てるのかと挑発した。それに対してレインズはヘンリーを尊敬していると返したが、いまいち煮えきれないレインズを突き飛ばした。そして、これに対してレインズはスーパーマン・パンチをし、さらに場外でヘンリーを突き飛ばした。その後、控え室のインタビューで「もう大丈夫だ」と認め、ベビーターンした。3月16日のRAWにて、ケインらレッスルマニアでアンドレ・ザ・ジャイアント・メモリアル・バトルロイヤルに出場するレスラー達がリング上に集結していた時にケインがマイクパフォーマンスをしているとヘンリーが登場し、「自分も参加する」と表明した。そして、ケインなど出場する面々を蹴散らしアピールした。

### 2018年 -
2018年3月19日、WWE殿堂入りすることが発表された。
2021年5月30日、AEWに解説者兼コーチとして入団したことが発表された。

## 得意技
ワールド・ストロンゲスト・スラム
アバランシュ・プレス。必殺技で、日本字幕では『世界最強のスラム』と表記されることが多い。
相手のボディスラムの体勢で横向きに抱え上げ、そのまま体重を浴びせて前方へ叩きつけるアバランシュ・プレス。重量挙げ選手としてバルセロナ・オリンピックにも出場したヘンリーの代名詞的必殺技。
バーティカル・スプラッシュ
ベアハッグ
コーナーの相手に対してのスプラッシュ
ヘッドバット

## タイトル歴
WWE
- ECW王座 : 1回
- WWE・ヨーロピアン王座 : 1回
- 世界ヘビー級王座: 1回
- WWE殿堂 : 2018年

PWI
- 2006年度PWI500で41位

Arnold Classic
- 2002年度Arnold Classic Strongest Man(優勝)

マーク・ヘンリーは175＋ポンドのバーベルを挙げた史上最初の人物。また、規定以上を片手（右手）だけで挙げた史上最初の人物である。
パンアメリカン競技大会
- 1995年度銀メダリスト

## 入場曲
- Power

Nation of Domination時代
- Sexual Chocolate
- Start Rockin'
- Race Against Time
- MacMillitant
- Echo
- The Wall
- Somebody's Gonna Get It (Three 6 Mafia) - 現在使用中

## その他
- 現在は妻と息子と共にニューヨークで暮らしている。
- 2002年度のArnold Strongman Classicの優勝商品として手に入れたハマーを現在も運転している。
- 公式サイトのプロフィールに記載されている年齢は実際より5歳サバを読んでいる。
- 2016年でWWE在籍20年を迎え、トリプルH、ケインに継ぐ長さである。純粋なWWEの生え抜き選手としては最長である。